# 勝浦郡
- 令制国一覧 > 南海道 > 阿波国 > 勝浦郡
- 日本 > 四国地方 > 徳島県 > 勝浦郡

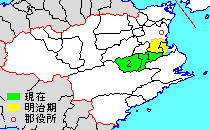
徳島県勝浦郡の位置（1.勝浦町 2.上勝町 水色：後に他郡から編入した区域）

現在の徳島県勝浦郡
ザのみ）]]

勝浦郡（かつうらぐん）は、徳島県（阿波国）の郡。
人口5,524人、面積179.46km²、人口密度30.8人/km²。（2025年2月1日、推計人口）
以下の2町を含む。
- 勝浦町（かつうらちょう）
- 上勝町（かみかつちょう）

## 郡域
1879年（明治12年）に行政区画として発足した当時の郡域は、上記2町のほか、下記の区域にあたる。
- 徳島市の一部（大原町、論田町、雑賀町、大松町、西須賀町、大谷町、北山町、方上町、渋野町、八多町以南および三軒屋町の一部）
- 小松島市の一部（金磯町、田野町以西）

## 歴史

### 古代
平家物語や源平盛衰記では、勝浦と書いて「かつら」と発音していたことや、舎人親王が浦で勝ったから勝浦となったという起源が紹介されている。

#### 式内社
『延喜式』神名帳に記される郡内の式内社。
| 神名帳             | 神名帳              | 神名帳 | 神名帳         | 比定社                         | 比定社                 | 比定社         | 集成 |
| 社名               | 読み                | 格     | 付記           | 社名                           | 所在地                 | 備考           | 集成 |
| ------------------ | ------------------- | ------ | -------------- | ------------------------------ | ---------------------- | -------------- | ---- |
| 勝浦郡 8座（並小） |                     |        |                |                                |                        |                |      |
| 勝占神社           | カツタノ カツウラノ | 小     |                | 勝占神社                       | 徳島県徳島市勝占町     |                |      |
| 事代主神社         | コトシロヌシノ      | 小     |                | 生夷神社                       | 徳島県勝浦郡勝浦町沼江 |                |      |
| 山方比古神社       | ヤマカタノ-         | 小     |                | （論）山方比古神社（金山神社） | 徳島県徳島市多家良町   |                |      |
| 山方比古神社       | ヤマカタノ-         | 小     | （論）立岩神社 | 徳島県徳島市多家良町           | 金山神社境内社         |                |      |
| 宇母理比古神社     | ウモリ-             | 小     |                | 宇母理比古神社                 | 徳島県徳島市八多町     |                |      |
| 阿佐多知比古神社   | アサタチ-           | 小     |                | 朝立彦神社                     | 徳島県徳島市飯谷町     |                |      |
| 速雨神社           | ハヤアメノ          | 小     |                | 速雨神社                       | 徳島県徳島市八多町     |                |      |
| 御県神社           | ミアカタノ          | 小     |                | 御縣神社                       | 徳島県小松島市中田町   | 豊國神社境内社 |      |
| 建嶋女祖命神社     | タケシマ-           | 小     |                | 建嶋女祖命神社                 | 徳島県小松島市中田町   |                |      |
| 凡例を表示         |                     |        |                |                                |                        |                |      |

### 近世以降の沿革
- 明治初年時点で、全域が阿波徳島藩領であった。「旧高旧領取調帳」に記載されている村は以下の通り。（43村3浦）

渋野村、本庄村、宮井村、飯谷村、沼江村、中角村、森村、鶴敷地村、星谷村、久国村、棚野村、中山村、横瀬村、与川内村、坂本村、黄檗村、福川村、藤川村、傍示村、瀬津村、福原村、野尻村、久保村、樫原村、田野々村、市宇村、八重地村、大谷村、方上村、西須賀村、大松村、論田浦、大原浦、鶴岡新田、江田村、田浦村、新居見村、日開野村、中田村、中郷村、小松島浦、金磯新田村、田野村、芝生村、八多村、前原村
- 明治4年
  - 7月14日（1871年8月29日） - 廃藩置県により徳島県（第1次）の管轄となる。
  - 11月15日（1871年12月26日） - 第1次府県統合により名東県の管轄となる。
- 明治9年（1876年）（33村3浦）
  - 8月21日 - 第2次府県統合により高知県の管轄となる。
  - 森村・鶴敷地村が合併して生名村となる。
  - 中山村・横瀬村・与川内村が合併して三渓村となる。
  - 福川村・藤川村が合併して正木村となる。
  - 瀬津村・野尻村・久保村・樫原村が合併して生実村となる。
  - 田野々村・市宇村・八重地村が合併して旭村となる。
  - 黄檗村が坂本村に合併。
- 明治12年（1879年）1月4日[3] - 郡区町村編制法の高知県での施行により行政区画としての勝浦郡が発足。「勝浦名東郡役所」が名東郡徳島寺島町に設置され、同郡とともに管轄。
- 明治13年（1880年）3月2日 - 徳島県（第2次）の管轄となる。

### 町村制以降の沿革

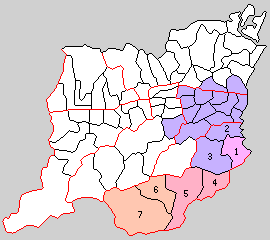
1.小松島村 2.勝占村 3.多家良村 4.生比奈村 5.棚野村 6.高鉾村 7.福原村（紫：徳島市 桃：小松島市 赤：勝浦町 橙：上勝町）

- 明治22年（1889年）10月1日 - 町村制の施行により、以下の各村が発足。（7村）
  - 小松島村 ← 小松島浦、日開野村、金磯新田村、芝生村、田野村、中郷村、中田村、江田村、前原村、田浦村、新居見村（現・小松島市）
  - 勝占村 ← 西須賀村、方上村、大谷村、大松村、大原浦、論田浦、鶴岡新田（現・徳島市）
  - 多家良村 ← 渋野村、八多村、宮井村、飯谷村、本庄村（現・徳島市）
  - 生比奈村 ← 沼江村、中角村、生名村、星谷村（現・勝浦町）
  - 棚野村 ← 三渓村、久国村、棚野村、坂本村（現・勝浦町）
  - 高鉾村 ← 正木村、傍示村（現・上勝町）
  - 福原村 ← 福原村、生実村、旭村（現・上勝町）
- 明治24年（1891年）4月1日 - 郡制を施行。郡役所を小松島村に設置[注釈 1]。
- 明治40年（1907年）11月1日 - 小松島村が町制施行して小松島町となる。（1町6村）
- 大正12年（1923年）4月1日 - 郡会が廃止。郡役所は存続。
- 大正15年（1926年）2月11日 - 棚野村が町制施行・改称して横瀬町となる。（2町5村）
- 大正15年（1926年）7月1日 - 郡役所が廃止。以降は地域区分名称となる。
- 昭和26年（1951年）
  - 4月1日（2町3村）
    - 小松島町が那賀郡立江町を編入。
    - 多家良村・勝占村が徳島市に編入。

  - 6月1日 - 小松島町が市制施行して小松島市となり、郡より離脱。（1町3村）
- 昭和30年（1955年）
  - 3月1日 - 横瀬町・生比奈村が合併して勝浦町が発足。（1町2村）
  - 7月20日 - 高鉾村・福原村が合併して上勝町が発足。（2町）

### 変遷表
| 明治22年4月1日 | 明治22年 - 大正15年             | 昭和1年 - 昭和29年            | 昭和1年 - 昭和29年          | 昭和30年 - 現在        | 現在     |
| -------------- | ------------------------------- | ----------------------------- | --------------------------- | ---------------------- | -------- |
| 小松島村       | 明治40年11月1日 町制            | 小松島町                      | 昭和26年6月1日 市制         | 小松島市               | 小松島市 |
| 那賀郡 立江町  | 那賀郡 立江町                   | 昭和26年4月1日 小松島町に編入 | 昭和26年6月1日 市制         | 小松島市               | 小松島市 |
| 棚野村         | 大正15年2月11日 町制改称 横瀬町 | 横瀬町                        | 横瀬町                      | 昭和30年3月1日 勝浦町  | 勝浦町   |
| 生比奈村       | 生比奈村                        | 生比奈村                      | 生比奈村                    | 昭和30年3月1日 勝浦町  | 勝浦町   |
| 高鉾村         | 高鉾村                          | 高鉾村                        | 高鉾村                      | 昭和30年7月20日 上勝町 | 上勝町   |
| 福原村         | 福原村                          | 福原村                        | 福原村                      | 昭和30年7月20日 上勝町 | 上勝町   |
| 多家良村       | 多家良村                        | 昭和26年4月1日 徳島市に編入   | 昭和26年4月1日 徳島市に編入 | 徳島市                 | 徳島市   |
| 勝占村         | 勝占村                          | 昭和26年4月1日 徳島市に編入   | 昭和26年4月1日 徳島市に編入 | 徳島市                 | 徳島市   |

## 行政
高知県勝浦・名東郡長
| 代 | 氏名 | 就任年月日               | 退任年月日               | 備考         |
| -- | ---- | ------------------------ | ------------------------ | ------------ |
| 1  |      | 明治12年（1879年）1月4日 |                          |              |
|    |      |                          | 明治13年（1880年）3月1日 | 徳島県に移管 |

徳島県勝浦・名東郡長
| 代 | 氏名 | 就任年月日               | 退任年月日                | 備考 |
| -- | ---- | ------------------------ | ------------------------- | ---- |
| 1  |      | 明治13年（1880年）3月2日 |                           |      |
|    |      |                          | 明治24年（1891年）3月31日 | 廃官 |

勝浦郡長
| 代 | 氏名 | 就任年月日               | 退任年月日                | 備考                   |
| -- | ---- | ------------------------ | ------------------------- | ---------------------- |
| 1  |      | 明治24年（1891年）4月1日 |                           |                        |
|    |      |                          | 大正15年（1926年）6月30日 | 郡役所廃止により、廃官 |